# Коробов Володимир Андрійович
Володимир Андрійович Ко́робов (нар. 29 квітня 1924, Бахмут — пом. 23 травня 2001, Запоріжжя) — український живописець; член Запорізького обласного товариства художників з 1950 року та Спілки художників України з 1960 року. Батько художниці Наталії Коробової.

## Біографія
Народився 29 квітня 1924 року в місті Бахмуті (тепер Донецька область, Україна) в сім'ї командира Червоної армії. 1926 року його сім'я переїхала до Одеси. В дитинстві навчався в ізостудії Палацу піонерів. З 1940 року жив у Запоріжжі.
Учасник німецько-радянської війни з 1941 року. У 1944 році після важкого поранення демобілізувався і повернувся в Запоріжжя. Член ВКП(б) з 1947 року.
Протягом 1945–1950 років працював у Запоріжжі художником «Дніпробуду» та «Запоріжалюмінійбуду», одночасно впродовж 1948—1950 років навчався приватно у А. Токача. В 1950-ті роки навчався в художній студії Миколи Писанка. Впродовж 1960–1990-х років працював на художньо-промисловому комбінаті.
Жив у Запоріжжі в будинку на вулиці 40-років Радянської України № 25, квартира 29, потім на цій же вулиці у будинку № 2а, квартира 79. Помер у Запоріжжі 23 травня 2001 року.

## Творчість
Працював у галузі станкового живопису. Автор портретів, історичних картин, пейзажів, натюрмортів у реалістичному стилі. Серед робіт:
- «Озеро імені Володимира Леніна» (1954);
- «М. Бакаєва»" (1960);
- «У степах України» (1960);
- «Портрет дочки» (1961, Запорізький художній музей);
- «Проспект металургів» (1963);
- «За синє море» (1963—1964, Запорізький художній музей);
- «Від стін Царграда» (1964);
- «Північний кордон» (1965);
- «Весна на нашій вулиці» (1968);
- «Козацька переправа. Блакитний Дніпро» (1971);
- «Солдати» (1972);
- «Тут птахи не співають» (1972, Запорізький художній музей);
- «Куточок старого Запоріжжя» (1972, Запорізький художній музей);
- «Запорізький порт» (1973, Запорізький художній музей);
- «Тиша» (1973, Запорізький художній музей);
- «Старі будинки» (1974);
- «Хортиця. Зима» (1975);
- «Карельська весна» (1975, Запорізький художній музей);
- «Вікно» (1976, Запорізький художній музей);
- «Пісня. Пам'яті Віктора Хари »(1976, Запорізький художній музей);
- «Тут птахи не співають» (1978);
- «Старе дерево» (1979);
- «Проспект імені Леніна. Запоріжжя» (1981, Запорізький художній музей);
- «Весна в Кореїзі» (1983);
- «Вечір» (1988);
- «Старий Дніпро» (1989, Запорізький художній музей);
- «Шлях» (1992);
- «Міський пейзаж» (1992, Запорізький художній музей);
- «Після дощу» (1993);
- «Льодохід» (1994);
- «Квітень» (1994).

Брав участь у регіональних, всеукраїнських, всесоюзних та міжнародних мистецьких виставках з 1950 року. Персональні виставки пройшли у Запоріжжі у 1984 і 1994 роках та посмертні у 2001 і 2014 роках (Запорізький художній музей; разом з творами Наталії Коробової).
Твори художника зберігаються у Горлівському, Дніпровському, Запорізькому, Харківському художніх музеях, Запорізькому краєзнавчому музеї.

## Відзнаки
- Золота медаль VI-го всесвітнього фестивалю молоді та студентів (1957, Москва);
- Медаль «За відвагу» (12 червня 1968)[4];
- Медаль імені Архипа Куїнджі Всеукраїнської виставки пейзажу (1974, Маріуполь);
- Орден Вітчизняної війни І-го ступеня (6 квітня 1985)[4].